# 今村城 (尾張国)
今村城（いまむらじょう）は、尾張国春日井郡（現愛知県瀬戸市）にあった日本の城（平城）。

## 概要
正方形の郭をしており、現在は「お鶴の井戸」と呼ばれている井戸と水堀の一部が池として現存し、本丸は八王子神社となっている。

## 歴史
寛正年間（1460年 - 1466年）、三河国今村城主松原吉之丞が現在の愛知県瀬戸市に移るために築城した。松原広長が城主になると急速に勢力を拡大して、桑下城主長江利景と並び、現在の愛知県瀬戸市周辺の二大勢力となった。
文明14年（1482年）長江利景との間で起きた安土坂の戦いの際に松原広長は討死にした。

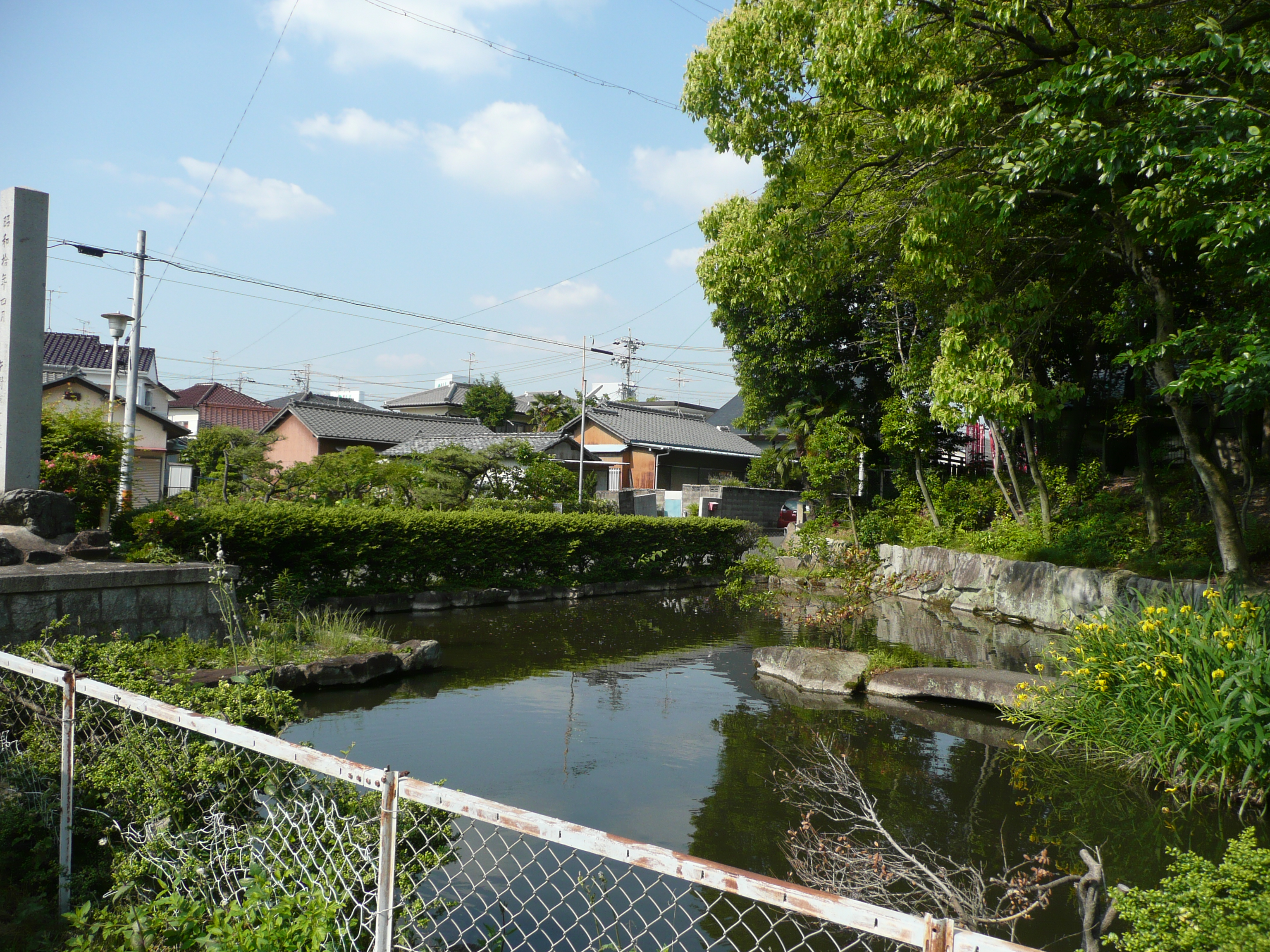
水堀の一部
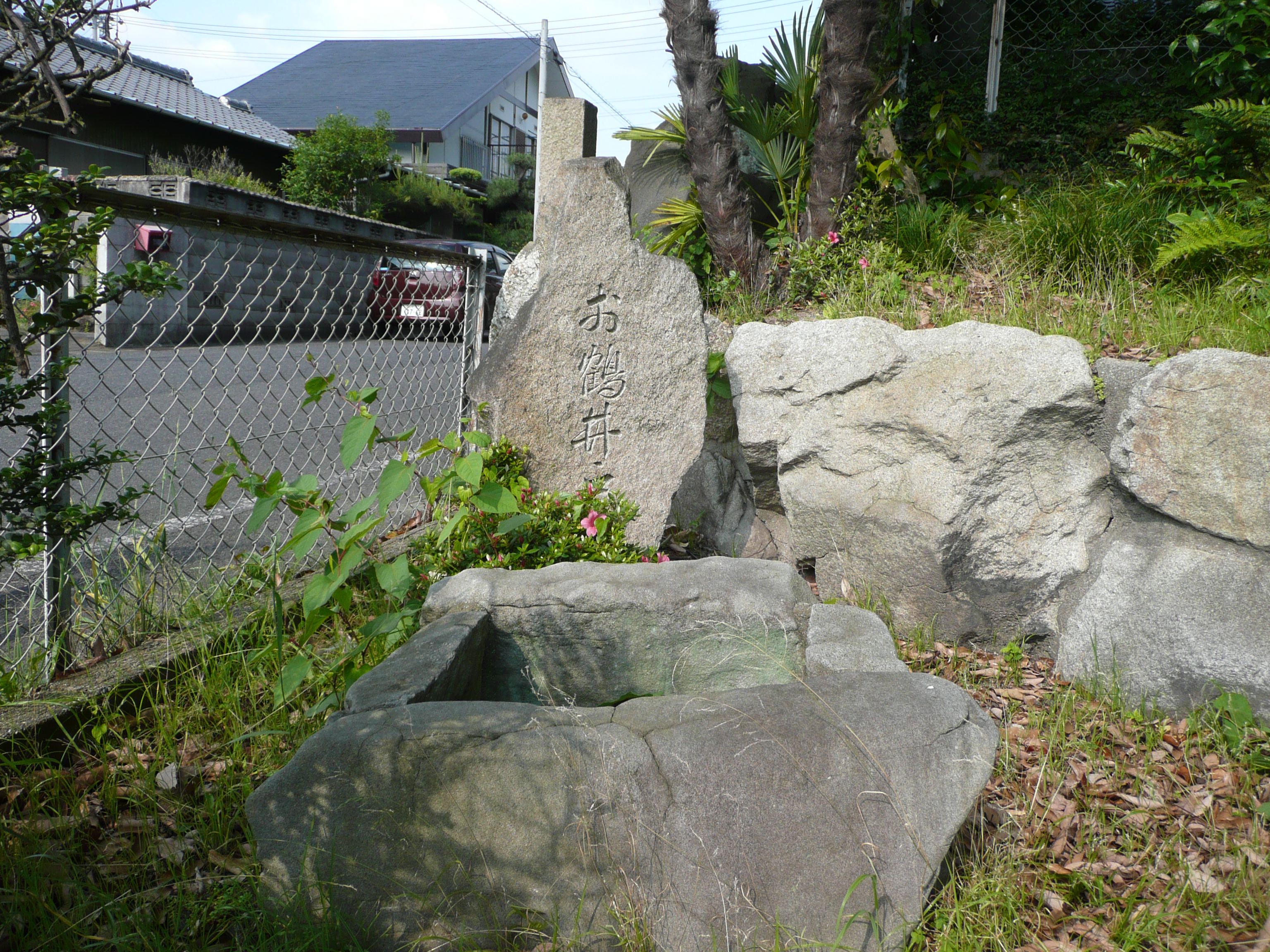
お鶴井戸

## 歴代城主
- 松原（まつばら）氏

1. 一学（いちがく）
2. 広長（ひろなが）〔下総守〕

## 現地情報

### 所在地
- 愛知県瀬戸市城屋敷町